# Añora
Añora település Spanyolországban, Córdoba tartományban. Añora Alcaracejos, Dos Torres és Pozoblanco községekkel határos. Lakosainak száma 1503 fő (2024).

## Népesség
A település népessége az elmúlt években az alábbi módon változott:
| Lakosok száma | 1606 | 1536 | 1534 | 1534 | 1552 | 1555 | 1558 | 1527 | 1526 | 1503 |
|               | 2001 | 2004 | 2006 | 2009 | 2011 | 2014 | 2016 | 2019 | 2021 | 2024 |